# Vaterschaftsfeststellung
Die Vaterschaftsfeststellung ist ein gerichtliches Verfahren zur Feststellung des Bestehens oder Nichtbestehens eines Eltern-Kind-Verhältnisses. Anders als bei der Vaterschaftsanerkennung, für die die Abstammung unerheblich ist, geht es bei der Vaterschaftsfeststellung um die Feststellung des biologischen Vaters. Die Rechtswirkungen der Vaterschaft unterscheiden sich jedoch nicht.

## Gesetzliche Regelung
Rechtsgrundlage für die gerichtliche Feststellung der Vaterschaft ist § 1600d BGB, §§ 169 ff. FamFG (Verfahren in Abstammungssachen).
Der Antrag beim Amtsgericht kann sowohl durch das Kind, durch die Mutter als auch durch den Mann, der sich für den biologischen Vater hält, gestellt werden. Soweit das Kind minderjährig ist, wird der Antrag häufig durch das Jugendamt als Beistand des Kindes gestellt. Dies ist eine spezielle Form der gesetzlichen Vertretung. Einen Antrag auf Beistand vom Jugendamt kann allerdings nur die Mutter stellen (siehe Anspruchsberechtigte nach § 1713 BGB). Ein möglicher biologischer Vater, der noch nicht rechtlicher Vater ist, kann beim Jugendamt keinen Beistand beantragen, da es an den Anspruchsvoraussetzungen des § 1713 BGB fehlt. Der mögliche biologische Vater, der noch keine rechtliche Vaterschaft besitzt und der seine Vaterschaft von sich aus feststellen lassen möchte, kann zunächst eine einseitige Vaterschaftserklärung beim Standesamt oder einer Urkundsperson des Jugendamtes (kostenlos) beurkunden lassen. Diese Vaterschaftsanerkennung ist dann zunächst schwebend unwirksam bzw. ungültig, jedoch hat der mögliche Vater damit zunächst seinen Teil erfüllt. Nun ist die Mutter an der Reihe – sie soll nun der Vaterschaft zustimmen. Sobald der mögliche Vater eine einseitige Vaterschaftsanerkennung abgegeben hat, nimmt das Jugendamt mit der Mutter Kontakt auf und fordert diese zur Abgabe der erforderlichen Zustimmung zur Vaterschaft auf. Bleibt die Mutter darauf untätig (es gibt hierzu keine gesetzlichen Fristen), ist es empfehlenswert, nach ca. zwei bis drei Wochen den allgemeinen sozialen Dienst bzw. das Jugendamt zu kontaktieren, um ggf. weitere (rechtliche) Schritte zu besprechen. Der Vater hat dann die Möglichkeit, seine Vaterschaft gerichtlich feststellen zu lassen. Hierzu ist ein Antrag nach § 1600d BGB beim zuständigen Familiengericht zu stellen.
Ist das Kind volljährig und haben weder Kind noch Mutter noch biologischer Vater Interesse an der Vaterschaftsfeststellung, so kann niemand anderes sie (gerichtlich) dazu zwingen. Dies führt insbesondere dazu, dass in diesem Fall ein Scheinvater seine Unterhaltsregressforderungen nicht gegen den biologischen Vater durchsetzen kann.

## Abgrenzung
Statt einer gerichtlichen Vaterschaftsfeststellung kann auch eine freiwillige Vaterschaftsanerkennung stattfinden. Die negative Vaterschaftsfeststellung wird als Vaterschaftsanfechtung bezeichnet. Es handelt sich ebenfalls um ein familiengerichtliches Verfahren. Seit 2008 gibt es außerdem das Verfahren der Abstammungsklärung.

## Geschichtliche Entwicklung
Der Beweis für die Vaterschaft wird regelmäßig durch ein Abstammungsgutachten geführt. Hierbei handelt es sich um ein wissenschaftliches Verfahren, mit dem die Verwandtschaft zwischen zwei Personen – zumeist das Vater-Kind-Verhältnis – festgestellt werden soll. Dazu werden bei den Beteiligten Blut- oder Mundschleimhautproben entnommen und eine Genanalyse durchgeführt.
In der Verordnung über die Angleichung familienrechtlicher Vorschriften vom 6. Februar 1943 (RGBl. I. S. 80) waren in Deutschland erstmals Bestimmungen eingeführt worden, in denen Verfahrensbeteiligten an Abstammungsprozessen die Duldung von „erb- und rassekundlichen“ Untersuchungen, insbesondere Blutgruppengutachten, vorgeschrieben wurde.
An dieser Bestimmung, die nach dem Zusammenbruch des NS-Regimes durch Verordnung des Zentral-Justizamtes für die britische Zone vom 17. Juni 1947 (VOBl. für die Brit. Zone 1947, S. 93) weitgehend inhaltlich bestätigt wurde, ist anschaulich zu sehen, dass Bestimmungen, die ursprünglich zu „rassehygienischen“ Zwecken geschaffen wurden, in Argumente zur Durchsetzung von Kindesinteressen umgedeutet werden konnten, zumal die Fortschritte der medizinischen Wissenschaft nunmehr auch die Vaterschaftsfeststellungen auf biologischer Grundlage ermöglichten.
In den 1930er Jahren hatte das Reichsgericht, ohne dass es dazu eine gesetzliche Grundlage gegeben hätte, eine Abstammungsklage auf Feststellung der „echten“, biologischen Vaterschaft für zulässig erachtet. Zuvor war aufgrund des damaligen Textes des BGB nur eine Unterhaltsklage mit beiläufig festgestellter „Zahlvaterschaft“ gegeben. Diese aus heutiger Sicht fortschrittliche Sichtweise war damals mit dem Schutz des „deutschen Blutes“ begründet worden (RGZ 160, 392 ff). Wegen des trotz ideologischer Begründung frauenfreundlichen Ergebnisses ließ daher nach dem Zweiten Weltkrieg der Bundesgerichtshof auch weiterhin solche Abstammungsklagen zu (BGH, Urteil vom 28. April 1952; BGHZ 5,385 = NJW 1952, 780), was angesichts der bis zum 30. Juni 1970 fehlenden Gesetzesgrundlage für die Verbindlichkeit solcher Entscheidungen zum kuriosen Ergebnis führen konnte, dass sich Abstammungsurteil und separates „Zahlvaterschaft“-Urteil widersprachen. Diese kuriosen Rechtsfolgen wurden erst durch das am 1. Juli 1970 in Kraft getretene Nichtehelichengesetz beseitigt; seither wirkt eine gerichtliche Feststellung für und gegen alle (§ 640h ZPO a.F., jetzt § 184 FamFG).
In der DDR war bis zum Inkrafttreten des Familiengesetzbuches der DDR im Jahr 1966 die Statusklage auf Feststellung der Vaterschaft unzulässig. Zulässig war nur die Unterhaltsklage, die jedoch keine Feststellungswirkung hatte. Das Oberste Gericht der DDR legte in einem Urteil aus dem Jahr 1956 die Unzulässigkeit der Vaterschaftsfeststellungsklage für die Gerichte der DDR verbindlich fest. Es war im Vorfeld dieses Urteils zu einzelnen abweichenden Meinungen von Instanzgerichten gekommen, die – wie es auch im damaligen Westdeutschland geschah – die Feststellungsklage für zulässig erachteten. Ein Korrektiv wurde durch Art. 8 I EGFGB-DDR geschaffen, der den vor 1966 ergangenen Unterhaltsurteilen die Wirkung einer Vaterschaftsfeststellung inter omnes beimaß.
Die Feststellung der Vaterschaft eines Samenspenders ist bei heterologer Insemination im Rahmen einer ärztlich unterstützten künstlichen Befruchtung seit Inkrafttreten des Gesetzes über das Verfahren in Familiensachen und in den Angelegenheiten der freiwilligen Gerichtsbarkeit am 1. Juli 2018 nicht mehr möglich (§ 1600d Abs. 4 BGB).

## Rechtsfolgen der Feststellung der Vaterschaft
Die Feststellung, dass eine Person der Vater eines Kindes ist, führt zu zahlreichen Rechtsfolgen.

### Zuständigkeit
Zuständig für Vaterschaftsfeststellungs- und Vaterschaftsanfechtungsklagen ist grundsätzlich das Amtsgericht (Familiengericht) am Wohnsitz des Kindes (§ 170 FamFG). Für Beurkundungen einer Vaterschaftsanerkennung ist jedes Jugendamt zuständig (§ 87e SGB VIII).

## Statistische Angaben
Für die Jahre 1991 bis 2005 berichtet das Statistische Bundesamt von jährlich 104.483 bis 136.029 Vaterschaftsfeststellungen. Davon wurden jeweils in 93.116 bis 131.908 Fällen die Vaterschaft durch freiwillige Anerkennung festgestellt, in 7.997 bis 8.619 durch gerichtliche Entscheidung. In jeweils 3.456 bis 10.571 Fällen konnte keine Vaterschaft festgestellt werden.